# Ced 214
Ced 214 (nota anche come Sh2-171) è una grande nebulosa a emissione visibile nella costellazione di Cefeo.
Si tratta di un'estesa regione nebulosa legata all'associazione stellare Cepheus OB4 e illuminata dalle stelle dell'ammasso aperto Berkeley 59; al suo interno sono attivi vigorosi processi di formazione stellare, generanti stelle di piccola massa.

## Osservazione

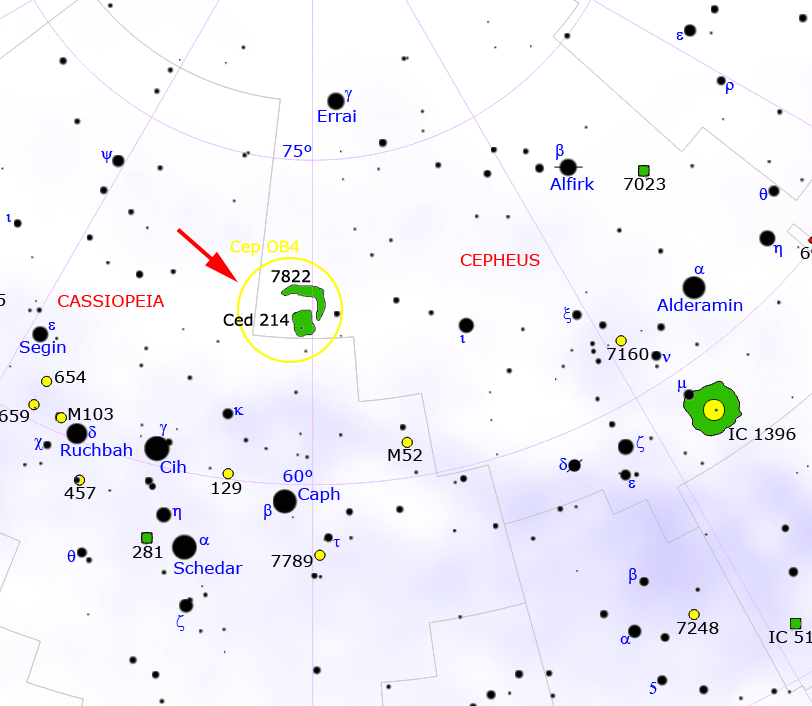
Mappa della regione di Cepheus OB4.

L'area di cielo in cui si osserva questo sistema nebuloso si trova nella parte orientale della costellazione di Cefeo, circa 8° a nord della brillante stella Caph, in un tratto della Via Lattea fortemente oscurato da polveri interstellari e nebulose non illuminate; nella sua direzione si osserva HD 225216, una stella arancione di magnitudine apparente 5,68, la quale però non è legata alla nebulosa essendo in primo piano. Sotto un cielo molto buio e con l'ausilio di filtri è possibile scorgere qualche vago dettaglio della nebulosa, specialmente con strumenti di grande diametro e utilizzando ingrandimenti molto bassi a causa delle grandi dimensioni dell'oggetto; in fotografia, al contrario, il sistema diventa molto ben evidente. La sezione settentrionale del complesso è nota con la sigla NGC 7822.
La declinazione dell'associazione è fortemente settentrionale, favorendone l'osservazione dall'emisfero boreale, dove si presenta circumpolare fino alle basse latitudini; dall'emisfero australe il periodo di osservazione è quindi molto limitato e anche le aree in cui è visibile sono limitate alla fascia tropicale. I mesi adatti per la sua osservazione nel cielo serale sono compresi fra luglio e dicembre.

## Caratteristiche
Sh2-171 è una grande regione H II legata a Cepheus OB4, una delle brillanti associazioni OB facenti parte del sistema di formazione stellare ad arco visibile nella costellazione di Cefeo e facente parte del Braccio di Orione; la sua distanza è pari a circa 840 parsec (2740 anni luce) dal sistema solare. Al centro della nebulosa si trova il giovane ammasso aperto Berkeley 59, contenente nove stelle blu con classi spettrali comprese fra la O7 e la B3, fra le quali spicca BD+66 1673, una delle stelle più calde situate entro un raggio di 1000 parsec dal Sole; si tratta di una binaria a eclisse (con sigla V747 Cephei) in cui la stella primaria, di classe O5V, ha una temperatura superficiale pari a 45000 K e una luminosità di 100.000 L⊙. L'intensa radiazione ultravioletta di queste stelle si rende responsabile della ionizzazione dei gas dell'intera nebulosa e produce un fronte di ionizzazione che si estende sulla superficie di due dense nubi molecolari, individuate tramite le loro emissioni CO; la compressione che ne deriva destabilizza l'equilibrio delle nubi, facendole collassare in più punti. Per questa ragione, il complesso di Ced 214 è un importante teatro per lo studio dei processi di formazione di stelle di piccola massa stimolati dall'azione delle vicine stelle di grande massa.
Nella regione dell'ammasso Berkeley 59 sono state individuate 48 stelle con emissioni Hα, nonché quattro oggetti stellari giovani che presentano emissioni nel vicino infrarosso, segno che sono ancora profondamente avvolte nella nube da cui si stanno formando; mentre l'età delle stelle massicce dell'ammasso è compresa fra 1 e 2 milioni di anni al massimo, quella degli oggetti stellari giovani è inferiore a 1 milione di anni, con l'eccezione di una sola stella. Anche oltre il 30% delle stelle Hα presentano un eccesso di emissioni nell'infrarosso, che sta a indicare che il loro disco interno non si è ancora dissolto.
Nei dintorni dell'ammasso sono stati individuati due addensamenti, denominati C1 e C2 (dall'inglese clump). Il primo contiene una densa nube dal bordo luminoso (bright-rimmed cloud - BRC) in cui i processi di formazione stellare sono causati dal collasso dovuto all'onda d'urto del fronte di ionizzazione. In entrambi gli addensamenti sono invece presenti emissioni infrarosse, catalogate anche dall'IRAS. La massa delle giovani stelle in formazione risulta essere in genere compresa fra 0,8 e 3 M⊙, anche se le componenti situate nella regione centrale di Berkeley 59 tendono ad essere mediamente le più massicce e sei di queste hanno una massa superiore alle 2 M⊙; per contro, nella parte più occidentale del complesso vi è soltanto una stella con massa superiore alle 2 M⊙.
Il Catalogo Avedisova associa al sistema di Ced 214 quattordici sorgenti infrarosse catalogate dall'IRAS, una delle quali coincide con la stella variabile V510 Cassiopeiae e una con la variabile V512 Cassiopeiae.